# Cornwell Corner
Cornwell Corner ist ein kantiges und 800 m hohes  Felsenkliff an der Hillary-Küste im südlichen Viktorialand. Es liegt am westlichen Ende des Horney Bluff, wo der Merrick-Gletscher abrupt nach Osten abknickt, bevor er in den Byrd-Gletscher mündet.
Das Advisory Committee on Antarctic Names benannte das Kliff im Jahr 2000 nach Delbert Strother Cornwell (1900–1974), Kapitän des Flugzeugträgers Philippine Sea bei der von Richard Evelyn Byrd geleiteten Operation Highjump (1946–1947).